# SEX SEX SEX
『SEX SEX SEX』（セックス・セックス・セックス）はLADIES ROOMの1枚目のスタジオ・アルバム。1989年11月10日発売。

## 解説
LADIES ROOMの初のアルバムである。CDとLPではジャケットの文字のフォントが異なる。
X JAPANのYOSHIKIが主宰するエクスタシーレコードから発売された。
通販購入者には特典として「ボッキンf」という冊子がついた。
2001年11月21日に再発売されたものの、現在は廃盤。

## CD収録曲
1. GLAMOUR GIRL

1988年に発表したシングル「SWAPPING PARTY」に収録された楽曲の新録。
2. MISS ROCK'N ROLL
3. TV. SCANDAL
4. START ME
5. GLOOPY
6. THANK YOU
7. FRIDAY NIGHT
8. PIN-UP LADY

歌詞未表記。
9. SHE SHOCK ME
10. FUCKIN' STATES
11. SWAPPING PARTY(女子高編)

1988年に発売されたシングルのタイトル曲の新録。何度も歌詞やアレンジを変えて別バージョンが発表されており、サブタイトルもその都度変更されている。
エクスタシーレコードの設立15周年記念オムニバスアルバム『History of EXTASY 15th Anniversary』に収録された。